# 魆眼蝶屬
魆眼蝶屬（學名：Stygionympha）是眼蝶亞科眼蝶族矍眼蝶亞族中的一個屬。此分類中的兩個物種分佈於非洲南部。

## 物種
- 魆眼蝶 Stygionympha vigilans
- 銀基魆眼蝶 Stygionympha dicksoni
- 傑拉魆眼蝶 Stygionympha geraldi
- 微點魆眼蝶 Stygionympha irrorata
- 羅伯遜魆眼蝶 Stygionympha robertsoni
- 凹邊魆眼蝶 Stygionympha scotina
- 星眼魆眼蝶 Stygionympha vansoni
- 威克魆眼蝶 Stygionympha wichgrafi